# Saison 3 de Meurtres au paradis
Chronologie
Saison 2 Saison 4
Cet article présente les épisodes de la troisième saison de la série télévisée Meurtres au paradis.

## Distribution

### Acteurs principaux
- Ben Miller (VF : Emmanuel Curtil) : Inspecteur-chef Richard Poole (épisode 1)
- Kris Marshall (VF : Bruno Choël) : Inspecteur-chef Humphrey Goodman
- Sara Martins (VF : elle-même) : Sergent Camille Bordey
- Danny John-Jules (VF : Jean-Paul Pitolin) : Agent Dwayne Meyers
- Gary Carr (VF : Diouc Koma) : Sergent Fidel Best

### Acteurs récurrents
- Élizabeth Bourgine (VF : elle-même) : Catherine Bordey, la mère de Camille (épisodes 1, 3-6 et 8)
- Don Warrington (en) (VF : Daniel Kamwa) : Commandant Selwyn Patterson, chef de la police de Sainte-Marie (épisodes 1, 3, 5 et 8)
- Morven Christie : Sally Goodman (épisodes 1 et 8)

## Liste des épisodes

### Épisode 1:Le Trouble-fête
- Royaume-Uni : 14 janvier 2014 sur BBC One
- France : 23 juin 2014 sur France 2

- Royaume-Uni : 8,69 millions de téléspectateurs (première diffusion)
- France : 3,57 millions de téléspectateurs (14,3 %)[1] (première diffusion)

- Sophie Thompson : Angela Birkett
- Tim Dutton (en) : Roger Sadler
- Mark Bazeley : James Moore
- Helen Baxendale : Sasha Moore

### Épisode 2:Silence, on tue!
- Royaume-Uni : 21 janvier 2014 sur BBC One
- France : 23 juin 2014 sur France 2

- Royaume-Uni : 8,46 millions de téléspectateurs (première diffusion)
- France : 3,2 millions de téléspectateurs (13,1 %)[1] (première diffusion)

- Michelle Ryan : Lexi Cunningham
- Rhys Thomas (en) : Carl Collins
- Hannah Tointon (en) : Susie Jenkins
- Phoebe Thomas (en) : Thea Holmes
- Peter Davison : Arnold Finch
- Peter Bankole : Big Dave

### Épisode 3:L'Art ou la Mort
- Royaume-Uni : 28 janvier 2014 sur BBC One
- France : 30 juin 2014 sur France 2

- Royaume-Uni : 8,04 millions de téléspectateurs (première diffusion)
- France : 3,44 millions de téléspectateurs (13,5 %)[2] (première diffusion)

- Adrian Scarborough : Léo Pascal
- Josette Simon : Juge Stone
- Sharon Small : Dorothy Foster
- Steven Cole (en) : Carlton Parris
- Vinette Robinson : Lauren Campese
- Tristan Gemmill (en) : Marc Campese

### Épisode 4:Vu du ciel
- Royaume-Uni : 4 février 2014 sur BBC One
- France : 30 juin 2014 sur France 2

- Royaume-Uni : 8,45 millions de téléspectateurs (première diffusion)
- France : 2,95 millions de téléspectateurs (11,8 %)[2] (première diffusion)

- Félicité Du Jeu : Natasha Thiebert
- Raza Jaffrey : Adam Frost
- Daniel Lapaine : Paul Bevans
- Chris Geere : Max Leigh
- Kathryn Drysdale : Simone Magon
- Sophie Colquhoun : Helen Walker

### Épisode 5:La Lettre d'adieu
- Royaume-Uni : 11 février 2014 sur BBC One
- France : 7 juillet 2014 sur France 2

- Royaume-Uni : 8,84 millions de téléspectateurs (première diffusion)
- France : 3,69 millions de téléspectateurs (14,2 %)[3] (première diffusion)

- Simon Shepherd : Jacob Doran
- Ériq Ebouaney : Theo Frazier
- Haydn Gwynne : Charlotte Doran
- James Musgrave : Drew Doran
- Nina Toussaint-White : Lena Bell
- Clarke Peters : Marlon Croft

### Épisode 6:Un oiseau rare
- Royaume-Uni : 18 février 2014 sur BBC One
- France : 7 juillet 2014 sur France 2

- Royaume-Uni : 8,27 millions de téléspectateurs (première diffusion)
- France : 3,2 millions de téléspectateurs (13,6 %)[3] (première diffusion)

- Paul Barber : le capitaine Jack
- Ciaran McMenamin : Dan Parish
- Mark Heap : Alec Burton
- Hannah John-Kamen : Yasmin Blake
- William Beck (en) : Matt Webster
- Richard Huw : Mark Talbot
- Lisa Kay (en) : Gloria Talbot
- Samuel Anderson : Mannequin

### Épisode 7:Île privée
- Royaume-Uni : 25 février 2014 sur BBC One
- France : 21 juillet 2014 sur France 2

- Royaume-Uni : 8,40 millions de téléspectateurs (première diffusion)
- France : 3,31 millions de téléspectateurs (13,9 %)[4] (première diffusion)

- Christopher Obi : Joseph Jackson
- Joseph Marcell : Alexander Jackson
- Pippa Bennett-Warner (en) : Rosie Curloo
- Caroline Proust : Emily Benoit
- Jimmy Akingbola (en) : Terrance Jackson
- Nikki Amuka-Bird : Anna Jackson

### Épisode 8:Retraite au soleil
- Royaume-Uni : 4 mars 2014 sur BBC One
- France : 28 juillet 2014 sur France 2

- Royaume-Uni : 8,52 millions de téléspectateurs (première diffusion)
- France : 3,3 millions de téléspectateurs (14,1 %)[5] (première diffusion)

- Rupert Vansittart : Colin Campbell
- Kate Fahy (en) : Emma Redding
- Joanna David : Judith Musgrove
- Michele Dotrice (en) : Pam Chandler
- Philip Davis : Jim Chandler
- Sarah Niles : Sylvaine Dor
- Philip Jackson : David Witton